# Amanda Coneo
Amanda Daniela Coneo Cardona (Cartagena, 20 de dezembro de 1996), também conhecida como Amanda Coneo, ou simplesmente Coneo, é uma jogadora de voleibol  colombiana. Compete pela Seleção Colombiana de Voleibol Feminino desde 2013, sendo um dos pilares da nova geração. Na temporada 2019/2020, jogará pelo clube francês RC Cannes.

## Carreira

### 2011 - 2012
Representando a Liga Bolivarense, Amanda Coneo obteve o seu primeiro destaque no voleibol, ainda nas categorias de base, ao conquistar a medalha de prata no Campeonato Colombiano Juvenil. Tal feito garantiu-lhe a convocação para a seleção principal, tendo participado da Copa Pan-Americana de Voleibol Feminino de 2012 visando os Jogos Nacionais da Colômbia, como parte do programa Bolivar Ganador. Finalizou na nona posição, após a Colômbia ter derrotado o México, e no Campeonato Sul-Americano de Voleibol Feminino Sub-18 de 2012, contentou-se com a quinta posição.

### 2012 - 2013
Junto à Liga Bolivarense foi campeã nacional na categoria adulta. Em abril de 2013 viajou à Guatemala para disputar a Copa Pan-Americana de Voleibol Feminino Sub-18 de 2013, tendo finalizado em sétimo lugar. A sua primeira medalha com o selecionado colombiano foi conquistada durante a disputa pelo bronze nos Jogos Bolivarianos de 2013.

### 2013 - 2014
A sua primeira experiência internacional deu-se durante a temporada 2013-14, quando se uniu à equipe peruana do Túpac Amaru. Com a sétima colocação na Copa Pan-Americana de Voleibol Feminino de 2014, ajudou a Colômbia a qualificar-se pela primeira vez ao extinto Grand Prix de Voleibol. Posteriormente, ganhou a medalha de prata e foi eleita segunda melhor ponteira na edição inaugural do Campeonato Sul-Americano de Voleibol Feminino Sub-23, terminou na quinta posição e foi eleita segunda melhor ponteira no Campeonato Sul-Americano de Voleibol Feminino Sub-20, na Copa Pan-Americana de Voleibol Feminino Sub-23 de 2014 conquistou a medalha de prata. e nos Jogos Centro-Americanos e do Caribe finalizou na sexta posição.

### 2014 - 2015
De volta à Colombia, Coneo iniciou a temporada 2014-15 com dois títulos: os nacionais adulto e juvenil, competindo pela Liga Bolivarense. Pela seleção adulta, fez parte da primeira equipe colombiana a disputar o extinto Grand Prix de Voleibol, tendo finalizado na terceira posição do Grupo Três, além de ter conquistado o bronze no Campeonato Sul-Americano de Voleibol Feminino de 2015.

### 2015 - 2016
Iniciou a temporada conquistando o título dos Jogos Nacionais de 2015, e em janeiro de 2016 juntou-se à equipe italiana do Filottrano. Jogando pela seleção principal, finalizou na vigésima quarta colocação do Grand Prix de Voleibol de 2016, e com a Sub-23, conquistou a sua segunda medalha de prata no campeonato sul-americano da referida categoria.

### 2016 - 2017
O seu segundo clube italiano foi o Legnano, no qual se tornou a primeira estrangeira a defender a sua camisa. Pela seleção colmbiana, jogou pelo Grupo 2 do Grand Prix, tendo finalizado na décima nona colocação, e conquistou a medalha de prata no Campeonato Sul-Americano de Voleibol Feminino de 2017.

### 2017 - 2018
No início da temporada, retornou à Colômbia e conquistou o seu segundo título nacional com a Liga Bolivarense, e em janeiro de 2018 retornou para a disputar a A2 italiana, mais uma vez junto ao Legnano. Em 2018, medalhou em três competições junto à seleção: ouro nos Jogos Sul-Americanos de Cochabamba, prata nos Jogos Centro-Americanos e do Caribe e prata na Challenger Cup. Esta é, até o período atual, o seu maior destaque a nível mundial.

### 2018 - 2019
Em sua quarta temporada jogando na Itália, trocou o Legnano pelo Torino, tendo finalizado na quinta colocação da A2. Na Copa Pan-Americana, conquistou a sua primeira medalha (de bronze), e nos Jogos Pan-Americanos, fez história no voleibol colombiano, tendo ajudado o país a garantir a medalha de prata, após uma acirrada disputa de quatro sets contra as dominicanas. Finalizou a temporada com mais uma medalha de prata, conquistada no Campeonato Sul-Americano, após derrota em sets corridos contra o Brasil, além de ter sido eleita melhor ponteira.

## Premiações
- 2ª Ponteira no Campeonato Sul-Americano de Voleibol Feminino Sub-22 de 2014
- 2ª Ponteira no Campeonato Sul-Americano de Voleibol Feminino Sub-20 de 2014
- Melhor Receptora nos Jogos Centro-Americanos e do Caribe de 2018
- Maior Pontuadora nos Jogos Pan-Americanos de 2019
- 1ª Ponteira no Campeonato Sul-Americano de Voleibol Feminino de 2019